# Rafael Moreno Aranzadi
»Pichichi« (s pravim imenom Rafael Moreno Aranzadi), španski nogometaš, * 8. avgust 1892, Bilbao, Španija, † 1. marec 1922, Bilbao.
Sodeloval je na nogometnemu delu poletnih olimpijskih iger leta 1920.